# Călin Georgescu
Călin Georgescu (Bucarest, 26 marzo 1962) è un diplomatico e politico rumeno.
Specialista nel campo dello sviluppo sostenibile, ha ricoperto l'incarico di relatore speciale delle Nazioni Unite, di presidente del Centro europeo di ricerca del Club di Roma e successivamente di direttore esecutivo dell'Istituto dell'indice di sostenibilità globale delle Nazioni Unite a Ginevra.
Nel 2024 si è candidato da indipendente alle elezioni presidenziali in Romania ottenendo la maggioranza relativa dei voti popolari al primo turno, ma poi tale risultato è stato annullato dai magistrati competenti con una decisione molto contestata, poiché Georgescu avrebbe usato circa 1 milione in euro di fondi non dichiarati, violando la legge elettorale sui siti internet e traendo vantaggio da una possibile ingerenza straniera proveniente dalla Russia.
Nel 2025 la sua candidatura alla presidenza della Romania è stata respinta dall'ufficio elettorale. 

## Biografia

### Famiglia e formazione
È nato a Bucarest nel quartiere Cotroceni da Scarlat Georgescu e Aneta Popescu. Il padre, ex ufficiale di artiglieria, era ingegnere agronomo, mentre la madre funzionaria presso l'Istituto di geodesia e poi, negli anni sessanta, segretaria al ministero dell'agricoltura.
Si è laureato presso l'Università di scienze agronomiche e di medicina veterinaria di Bucarest nel 1986. Dopo la laurea ha acquisito ulteriore esperienza con incarichi nel Regno Unito e negli Stati Uniti d'America. Tra il 1993 e il 1994 è stato borsista del governo del Regno Unito e ha seguito l'Environmental training program, corso sulla gestione dei parchi nazionali.
Ha conseguito un dottorato di ricerca in pedologia nel 1999, mentre nel 2007 ha completato un corso postuniversitario sulla sicurezza nazionale all'Università nazionale di difesa "Carlo I".
Mai membro del Partito Comunista Rumeno, allo scoppio della rivoluzione romena del 1989 lavorava come ingegnere agronomo presso un'impresa di Făgăraș.

### Carriera professionale
Nel 1991 è diventato capo dell'ufficio senatoriale per l'ambiente del Parlamento rumeno e nel luglio dello stesso anno ha fatto parte della delegazione del Movimento Ecologista di Romania (MER) alla firma della Carta per la Riforma e la Democrazia, documento che sanciva un'alleanza fra il partito di governo, il FSN, e altre formazioni politiche minori. Nel 1992 è stato nominato consigliere del ministro dell'ambiente del governo Stolojan, Marcian Bleahu, che era presidente del MER. Tra il 1992 e il 1996 è stato presidente dell'associazione Gioventù Ecologista di Romania (TER) e in seguito, tra il 1997 e il 1998, ha rivestito l'incarico di segretario generale del ministero dell'ambiente del governo Ciorbea.
Dal 2004 al 2005 è poi stato direttore della Direzione per le organizzazioni economiche internazionali del ministero degli affari esteri.
Tra il 2000 e il 2011 è stato direttore esecutivo del Centro nazionale per lo sviluppo sostenibile (CNDD) di Bucarest, ente creato nel 1997 sotto il controllo dell'Accademia romena come agenzia del Programma delle Nazioni Unite per lo sviluppo. Nel 2001 il CNDD è diventato una fondazione indipendente e nel 2009 ha iniziato a implementare dei progetti finanziati da Unione europea e governo rumeno. In tale veste Georgescu ha coordinato per conto del governo rumeno la redazione di due versioni consecutive della strategia nazionale per lo sviluppo sostenibile (nel 1999 e nel 2008).
Da specialista in politiche ambientali è stato project manager per circa quaranta progetti per diversi enti locali in Romania, realizzati tra il 1996 e il 2008, nell'ambito del programma Agenda 21, un piano a sostegno dello sviluppo sostenibile patrocinato dal Programma di sviluppo delle Nazioni Unite.
Tra il 2006 e il 2012 Georgescu è stato direttore esecutivo dell'Istituto per i progetti di innovazione e sviluppo (IPID), coordinando il programma "Riprofessionalizzazione della Romania".
Nel 2021 ha iniziato ad insegnare all'Università di Pitești.

### Attività presso le Nazioni Unite
Ex senior fellow del Programma delle Nazioni Unite per lo sviluppo, tra il 2010 e il 2012 Georgescu ha ricoperto anche vari incarichi nel sistema delle Nazioni Unite, come quello di Relatore speciale sugli effetti negativi della movimentazione illecita e dello scarico di prodotti e rifiuti tossici pericolosi sul godimento dei diritti umani e quello di Rappresentante del Comitato nazionale UNEP per la Romania.
Tra il 2013 e il 2015 è stato presidente del Centro europeo di ricerca del Club di Roma in Svizzera e successivamente direttore esecutivo dell'Istituto dell'indice di sostenibilità globale delle Nazioni Unite a Ginevra (2015-2016).

## Carriera politica
Il suo nome è stato vagliato in varie occasioni per la posizione di primo ministro della Romania in veste di tecnico, nel 2010, 2011, 2012 e 2016.
In seguito alle elezioni del 2020 è stato proposto quale primo ministro della Romania dall'Alleanza per l'Unione dei Romeni (AUR), che ha provato a presentarne nuovamente la nomina dopo la crisi di governo scaturita dalla sfiducia al governo Cîțu nel 2021. Il presidente dell'AUR George Simion lo ha proposto anche quale presidente onorario del partito in vista del congresso del 2022, salvo poi rinunciare al progetto in conseguenza di alcune sue dichiarazioni favorevoli a Ion Antonescu e la Guardia di Ferro.
Il 1º ottobre 2021 ha presentato il movimento "Terra ancestrale" (Pământul Strămoșesc), che si prefiggeva l'obiettivo di applicare il programma chiamato «Cibo, acqua, energia», il cui scopo era quello di creare delle reti di piccoli produttori e artigiani per rafforzare la cooperazione.

### Elezioni presidenziali del 2024

Mappa indicante il candidato più votato in ogni distretto alle elezioni presidenziali in Romania del 2024. In grigio i distretti in cui Călin Georgescu è stato il primo candidato.

Nel 2024 si è presentato da indipendente alle elezioni presidenziali. Tra i punti del suo programma figuravano il supporto agli agricoltori, la promozione di piani per l'energia e la produzione alimentare e la riduzione delle importazioni.
È cresciuto nei sondaggi nelle ultime settimane precedenti il voto grazie ad una mirata strategia di promozione su TikTok, dove aveva 3,4 milioni di abbonati. A ridosso del voto ha ottenuto 30 000 nuovi follower, mentre il numero di visualizzazioni del videoclip in cui annunciava la candidatura è cresciuto da 500 000 a 800 000. Tra i video in cui figurava praticava sport quali il judo, il nuoto, l'equitazione, o la maratona. In altri portava dei costumi tradizionali o si recava in chiesa. Questo progresso è stato supportato da una campagna concertata, in cui centinaia di account utilizzavano hashtag relativi alla sua candidatura per generare visibilità. La strategia prevedeva commenti e post su vari video, anche quelli non correlati a lui, con il risultato di una promozione virale dei suoi messaggi.
Questo approccio è stato oggetto di critiche da parte di chi lo accusava di utilizzare dei bot per amplificare la propria presenza online. A pochi giorni dalle elezioni, mentre le pubblicazioni a sostegno della sua candidatura inondavano i social network, la commissione elettorale ha disposto la cancellazione di gran parte degli account a causa dell'assenza del codice identificativo previsto dai regolamenti per la campagna elettorale.
Al primo turno del 24 novembre ha ottenuto a sorpresa oltre 2 milioni di voti, superando i candidati dell'USR Elena Lasconi e del PSD Marcel Ciolacu.

### Annullamento delle elezioni del 2024
La tornata elettorale è stata annullata il successivo 6 dicembre, sulla base di una decisione della Corte costituzionale, che invocava presunte ingerenze sulla campagna elettorale da parte di paesi stranieri. Tale decisione è stata assunta in seguito alla pubblicazione di dati inizialmente riservati da parte dei servizi segreti interni ed esteri, nonché del Consiglio Supremo di Difesa del Paese, secondo i quali la Russia avrebbe coordinato una campagna di promozione online per favorire Călin Georgescu. Pur avendo Georgescu dichiarato all'Autorità elettorale di non aver sostenuto alcuna spesa relativa alla sua campagna, un rapporto dell'intelligence dimostrava che l'imprenditore Bogdan Peșchir avesse donato almeno 380000 € per la sua promozione su TikTok. Sempre secondo i servizi segreti la società sudafricana FA Agency, con sede operativa in Polonia, avrebbe contattato degli influencer rumeni, offrendo 1000 € per la distribuzione di video in favore di Georgescu. Altri influencer che avevano ricevuto dei pagamenti per la pubblicazione di materiale di promozione per Georgescu avevano risposto a un annuncio sulla piattaforma specializzata FameUp. Nel mese di dicembre l'Autorità elettorale ha trasmesso alla procura generale diversi documenti riguardanti le spese di Georgescu. Sono state quindi avviate ulteriori indagini, indirizzate specificatamente verso la campagna politica di Georgescu.

Georgescu protesta insieme ad Anamaria Gavrilă e George Simion il 1 marzo 2025

Il 21 dicembre 2024 un'inchiesta giornalistica di Snoop.ro ha rivelato che il Partito Nazionale Liberale aveva finanziato una campagna su TikTok per promuovere il suo candidato, Nicolae Ciucă. Tuttavia, questa era poi stata clonata o dirottata — inavvertitamente per il partito — con la manipolazione degli script forniti agli influencer in favore di Georgescu.
Georgescu ha contestato duramente la decisione della Corte costituzionale. Durante un'intervista esclusiva a Sky News dopo l'annullamento delle elezioni ha definito il paese un "regime corrotto" e chiamato la Corte costituzionale come "corte mafiosa della Romania".
Si è quindi rivolto senza successo alla giustizia chiedendo l'annullamento delle decisioni dell'ufficio elettorale (ricorso respinto dalla Corte d'appello di Bucarest a fine dicembre 2024 e dall'Alta corte di cassazione il 17 gennaio 2025) e della sentenza della Corte costituzionale (rigettato dalla Corte d'appello il 18 dicembre 2024 e dalla cassazione il 26 febbraio 2025). Un ulteriore appello è stato rifiutato il 21 gennaio 2025 dalla Corte europea dei diritti dell'uomo.
Nei mesi successivi i suoi sostenitori, l'Alleanza per l'Unione dei Romeni e il Partidul Oamenilor Tineri hanno organizzato numerose manifestazioni di protesta in tutto il paese a favore della normale celebrazione del turno di ballottaggio. Lo stesso Georgescu ha preso parte alle proteste.
Il 26 febbraio 2025 è stato fermato dalla polizia e condotto presso la procura generale che gli ha comunicato l'avvio di un'inchiesta per vari reati, tra i quali irregolarità riguardanti la campagna elettorale, sostegno a gruppi fascisti e incitamento ad azioni contro l'ordine costituzionale. Al termine del colloquio con i procuratori ha dichiarato di fronte ai propri sostenitori: «Queste cose non mi sorprendono e lotterò per la nostra libertà», «Noi siamo il popolo, noi siamo il potere. Non ci inginocchieremo davanti a nessuno. Era prevedibile. L'umanità intera sa cosa sta succedendo in Romania. È la disperazione di qui unita a quella di Bruxelles». Ha inoltre affermato che le autorità si sforzavano di inventare prove che giustificassero l'annullamento delle elezioni e che agivano per bloccare una sua nuova eventuale candidatura nel 2025. Il suo arresto è stato condannato da Elon Musk e J. D. Vance, che ha affermato che si trattava di un tentativo di reprimere la libertà di parola e la democrazia.

### Candidatura respinta alle elezioni del 2025
Ha provato a presentare la candidatura elle elezioni presidenziali del 2025, ma il 9 marzo 2025 i membri dell'ufficio elettorale con una maggioranza di dieci a quattro hanno deciso di respingere la richiesta di registrazione. Le motivazioni specificavano che, alla luce delle azioni intraprese nel corso della campagna elettorale del 2024, la candidatura di Georgescu non soddisfaceva i prerequisiti richiesti da un presidente della Romania in tema di difesa dei valori costituzionali: «non soddisfa le condizioni di legalità poiché il candidato, non rispettando i regolamenti della procedura elettorale, ha violato l'obbligo stesso [...] di difendere la democrazia, che si fonda proprio su suffragi giusti, onesti e imparziali».
Alla delibera sono seguiti scontri di piazza tra i sostenitori di Georgescu e la Gendarmeria romena avvenuti a Bucarest. A livello internazionale la scelta dell'ufficio elettorale è stata condannata da Elon Musk e Matteo Salvini, mentre il portavoce della presidenza russa, Dmitrij Peskov ha dichiarato che uno scrutinio senza Georgescu non aveva legittimità.

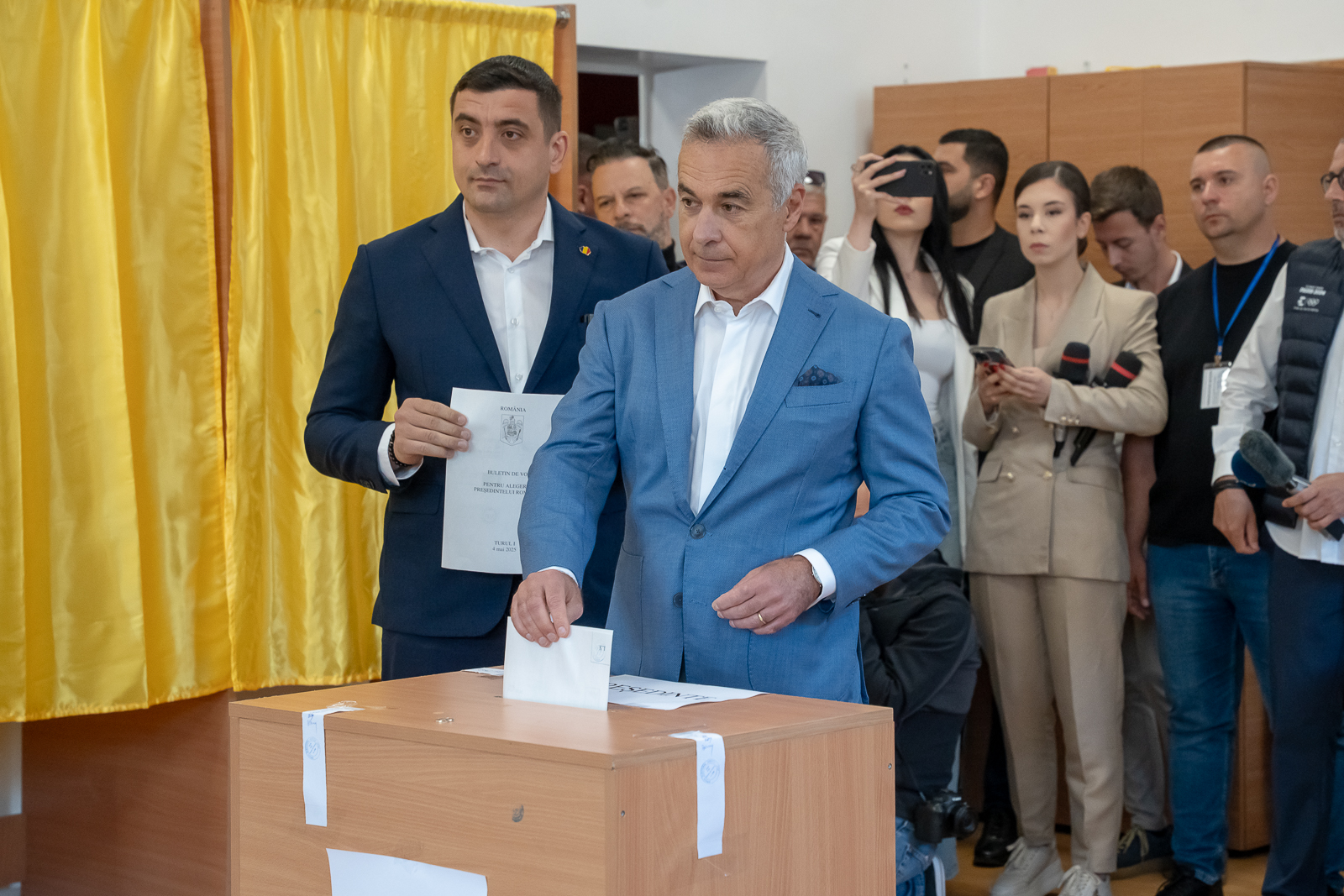
Georgescu- vota insieme a Simion a Mogoșoaia, 4 maggio 2025

La decisione è stata confermata l'11 marzo 2025 dalla Corte costituzionale, che ha respinto il ricorso di Georgescu. Questi ha quindi dichiarato ai suoi sostenitori «Sei mesi fa vi ho invitato a un risveglio della coscienza. Questa era la mia missione: spiegare e denunciare la realtà in cui ci troviamo. [...] Credo che la mia missione sia stata compiuta. Ho smascherato il demone in tutta la sua orribilità con tutto ciò che potevo fare, con tutto il mio essere. Ora, una volta che si vede che aspetto ha l'inferno, la scelta se fare un patto col diavolo o rimanere fedeli a Dio diventa una questione che spetta a tutti.»

## Posizioni politiche
Diversi organi di stampa lo hanno definito una personalità populista di estrema destra, con idee vicine al presidente russo Vladimir Putin.
Si è espresso inoltre per la difesa dei valori della famiglia tradizionale e della chiesa ortodossa. È sostenitore di un sistema economico e sociale a favore dei piccoli proprietari, del cooperativismo e di una forma di sovranismo-distributismo, oltre che diretto a raggiungere l'indipendenza alimentare ed energetica.
Critico nei confronti dell'Unione europea e della NATO, ha descritto l'installazione dello scudo di difesa missilistica di Deveselu come una «vergogna della diplomazia», bollandola come un'iniziativa di scontro piuttosto che di pace. Ha affermato che al momento dell'adesione agli organismi sovranazionali la «Romania non ha negoziato niente e ha perso tutto». Secondo Georgescu la NATO non avrebbe preso le difese di alcun paese alleato nel caso di un conflitto militare con la Russia.
Dopo il primo turno delle elezioni presidenziali del 2024 ha smentito di voler ritirare la Romania da Unione europea e NATO, specificando che nella politica delle alleanze era necessario servire gli interessi nazionali e la sovranità del paese.
Si è definito un sostenitore di Donald Trump, di cui condivideva l'ideologia.
Secondo alcuni politologi Georgescu faceva ricorso ad un discorso emozionale, vicino al misticismo e al messianismo. Alcune delle parole chiave richiamate più volte nei suoi messaggi erano "popolo", "dignità del popolo rumeno", "pace", "famiglia" e "Dio".

### Rapporti con la Russia
La stampa lo ha criticato per le sue dichiarazioni filorusse. Georgescu ha però negato di esserlo.
Sullo sfondo delle tensioni in Ucraina del 2021, ha affermato che eventuali future conseguenze erano dovute agli interessi dell'industria militare statunitense: «La situazione in Ucraina è chiaramente manipolata, nell'interesse di innescare un conflitto che aiuterà finanziariamente il complesso militare degli Stati Uniti» e che la chance «della Romania è la saggezza russa». Nel corso della campagna elettorale del 2024 ha sottolineato la necessità di bloccare gli aiuti a Kiev nel conflitto con la Russia e di favorire la pace. Sull'Ucraina ha affermato che si tratta di «uno stato inventato» e che la Romania avrebbe beneficiato da più strette relazioni diplomatiche con Russia e Cina.
Nel 2018 ha elogiato il governo di Vladimir Putin, affermando che si tratta di un leader che «ama il proprio paese». Ha inoltre biasimato la «retorica occidentale sulla minaccia russa» e ha prospettato per la Romania una politica estera indipendente. Ha anche lodato le qualità di negoziatore del premier ungherese Viktor Orbán.
Figura già apprezzata da Sputnik e Russia Today, all'indomani del primo turno delle elezioni presidenziali del 2024 la stampa russa ne ha accolto favorevolmente la vittoria. L'agenzia RIA Novosti lo ha descritto come un "sostenitore di un'alleanza con la Russia", evidenziando la sua posizione incline alla normalizzazione dei rapporti tra i due paesi.

### Altri posizionamenti
È ritenuto vicino a tesi cospirazioniste. Ha contestato che sia mai avvenuto lo sbarco sulla luna, ha sostenuto la pericolosità della tecnologia 5G sulla salute e ha negato il riscaldamento globale. Si è espresso contro il parto cesareo perché «rompe il filo divino», ha affermato che le piramidi «non sono ancora utilizzate per il motivo per cui sono state create» e che gli alimenti contengono della nanotecnologia che influenza il corpo umano.
Nel corso di un'intervista ha affermato che le multinazionali con i loro attacchi speculativi rappresentano un pericolo per la preservazione dell'identità degli stati. A tal proposito ha elogiato Donald Trump, ritenuto dopo Kennedy l'unico presidente statunitense a battersi contro il sistema bancario e finanziario mondiale. Nel 2022 ha dichiarato che il principale problema con cui si confrontano le Nazioni Unite è un cosiddetto sistema mondiale degli oligarchi, che vuole infiltrarsi e prendere il controllo dell'ONU per scopi individualistici. Poiché a suo modo di vedere non esistevano più organizzazioni internazionali che agivano in favore degli uomini, ha quindi deciso di ritirarsi dal Club di Roma.
Durante la pandemia di COVID-19 ha minimizzato l'importanza del virus.
In un'intervista del 2024 ha asserito che una donna non può essere presidente, poiché la donna ha un altro ruolo nella società.

## Controversie

### Apologia di Ion Antonescu e Zelea Codreanu
Nel 2020 ha pubblicato un filmato video in cui sosteneva che Ion Antonescu e Corneliu Zelea Codreanu erano degli eroi attraverso cui «la storia nazionale è vissuta, la storia nazionale parla e ha parlato tramite loro e non attraverso i lacchè delle potenze globaliste che oggi governano la Romania».
Nel febbraio 2022 ha nuovamente suscitato polemiche definendo Antonescu e Zelea Codreanu dei "martiri" che avevano fatto anche cose buone, aggiungendo che «la storia è mistificata». La comunità ebrea lo ha accusato di antisemitismo, mentre l'8 febbraio 2022 la procura generale ha aperto un'inchiesta contro la "promozione del culto di persone colpevoli di genocidio e crimini di guerra". In tale fase l'AUR si è distanziata dalle sue dichiarazioni, mentre Georgescu ha rotto i rapporti col partito.
Il fascicolo è stato archiviato il 2 giugno 2022, poiché il fatto commesso non rispondeva ai requisiti di colpevolezza previsti dalla legge e quindi non era previsto dal codice penale.

### Indagini della procura generale
Il 26 febbraio 2025 la procura generale lo ha indagato per sei capi d'accusa:
- Istigazione ad azioni contro l'ordine costituzionale.
- Comunicazione di informazioni false.
- Falso in dichiarazioni in forma continuata.
- Costituzione di un'organizzazione a carattere fascista, razzista o omofobico.
- Promozione pubblica del culto di persone colpevoli di infrazioni di genocidio e crimini di guerra e di promozione pubblica di idee, concetti o dottrine fasciste, legionarie, razziste o xenofobe.
- Costituzione di un'organizzazione a carattere antisemita.

Nella stessa giornata sono state condotte 47 perquisizioni in vari distretti della Romania in un'inchiesta che vedeva coinvolti alcuni suoi collaboratori. È stato rilasciato dopo un breve fermo, con l'interdizione di lasciare il paese, di apparire sui mass media, di gestire dei conti sui social network e di detenere armi per 60 giorni.

## Vita privata
È sposato con Cristela Georgescu e ha tre figli.
In gioventù ha praticato judo, di cui è cintura nera, e nel 1979 ha ottenuto il titolo di vicecampione giovanile nazionale e balcanico. Nel 1995 ha conseguito la cintura nera di karate Shotokan. Si è detto inoltre un ammiratore della cultura russa.